# Formiga
Formiga este un oraș în Minas Gerais (MG), Brazilia.

## Personalități născute aici
- Silviano Santiago (n. 1936), scriitor.